# Call of Duty 3
Call of Duty 3 es la tercera entrega de la serie de videojuegos Call of Duty. El título fue publicado al mercado tanto en las consolas de séptima generación (Xbox 360, PlayStation 3 y Wii) como en Xbox y PlayStation 2. Anteriormente, una versión para Nintendo Gamecube tenía planeado en lanzar este juego, pero fue cancelada. 
También ha sido desarrollado por Amaze Entertainment un spin-off titulado Call of Duty: Roads to Victory para la PSP.
El 22 de septiembre de 2016 Larry Hyrb anunció vía Twitter que Call of Duty 3 será compatible con Xbox One.

## Argumento

### Campaña estadounidense
La campaña estadounidense comienza con el soldado Nichols, con el cabo Mike Dixon, el soldado Leroy Huxley (con la voz de Benjamin Diskin), el soldado de primera clase operador de radio Salvatore Guzzo y el jefe del escuadrón, el sargento Frank McCullin de la 29ª División de infantería. Después de la captura de Saint-Lô, el escuadrón se pliega con la 90ª división de infantería para asegurar Saint-Germain-sur-Sèves. La 90ª  asalta Mayenne para capturar su puente fortificado. McCullin tiene éxito en desactivar las bombas amañadas en el puente a costa de su vida. Dixon asume el mando del escuadrón y los lleva a despejar Forêt d'Écouves para ayudar al 2º batallón. El escuadrón luego libera los suburbios para asegurar una encrucijada vital, lo que ayuda a asegurar el éxito del plan de Gap de Falaise, ahora que las otras fuerzas aliadas han terminado en el norte.
La unidad de Nichols está defendiendo la ciudad de Chambois de las fuerzas alemanas que intentan escapar a través de Falaise Gap. Después de mucho retirarse y luchar, Dixon es asesinado y Guzzo lidera el escuadrón, ayudando a la Compañía Baker a retomar la ciudad y obligar a la resistencia alemana a rendirse. Dos días después, los miembros del escuadrón reciben promociones y comienzan su marcha para liberar París.

### Campaña británica/francesa
En la campaña británica y francesa, el jugador controla al sargento James Doyle trabajando junto a los miembros del Servicio Aéreo Especial Británico, el cabo Keith y el comandante Ingram. Los SAS tienen una fuerte caída en paracaídas en Francia, donde se conectan con la Resistencia Maquis, incluidos su líder Pierre La Roche, Isabelle DuFontaine y un hombre solo conocido como Marcel. Comienzan a atacar una posición de la AA alemana, seguida de la destrucción de una planta de combustible. Ingram es capturado, pero los SAS y Maquis pueden rescatarlo en las afueras de una aldea, junto con varios guerrilleros de la Resistencia con destino a la ejecución. Isabelle muere cuando planta una carga de satchel en un automóvil blindado. El SAS y los Maquis se unen para llevar la lucha al resto de Europa.

### Campaña canadiense
En la campaña canadiense, el jugador controla al cabo Cole de la 4ª División Blindada Canadiense, dirigida por el veterano teniente Jean-Guy Robichaud de la Primera Guerra Mundial. Robichaud comanda un pelotón en los Highlanders Argyll y Sutherland de Canadá, ayudado por el sargento Callard, el cabo Peterson, y el operador de radio del escuadrón, el cabo Leslie Baron. El pelotón ataca una cresta sostenida por los alemanes en una operación nocturna, luego capturan un área industrial y detienen un contraataque. El pelotón procede a despejar un bosque cerca del río Laison de varias posiciones antitanque y un grupo de motores. Baron es transferido a la 1ª División Blindada Polaca. Robichaud lidera su unidad para rescatar a una tripulación de tanques canadiense capturada y con su ayuda capturan toda la ciudad. Callard muere en una explosión junto con un tanque King Tiger. La unidad pronto comienza a ayudar a mover más refuerzos canadienses a través de la ciudad para ayudar a los polacos que luchan por defender Hill 262.

### Campaña polaca
La campaña polaca gira en torno al corporal "Bohater" Wojcieč, un conductor de tanques Sherman Firefly en la 1ª División Blindada Polaca, busca más tanques alemanes en venganza por la ocupación de la patria de sus tripulantes, incluidos el comandante Jachowicz, el cabo Rudinski, el sargento Kowalski y el cabo Ulan. Mientras ayudan a las fuerzas canadienses y británicas en el área, la tripulación de Jachowicz participa en una operación de barrido a través de la campiña francesa, atacando la armadura alemana. Bohater y el resto de su equipo de tanques finalmente rastrean y destruyen un infame tanque Tiger II. Los polacos capturan Hill 262 y soportan un fuerte asalto de los remanentes del 7º ejército alemán desesperado por escapar de Falaise Pocket. Con su posición invadida, Bohater y su equipo continúan luchando contra los alemanes con Rudinski y Kowalski siendo asesinados. Más tarde, se les une el operador de radio canadiense Leslie Baron, que es asesinado en la batalla subsiguiente. Después de una larga batalla, la Real Fuerza Aérea Canadiense repele a los invasores alemanes y Hill 262 está firmemente en manos de los aliados.

## Diferencias entre versiones
Las versiones de Xbox 360 y de PS3 son prácticamente idénticas, mientras que la versión de la Wii es similar a la de la PS2 aunque mejor gráficamente. En la Wii se debe disparar apuntando a la pantalla, cargar balas imitando dicho movimiento y otros movimientos como remar, manejar vehículos, luchar mano a mano, controlar morteros y tanques, etc. En la PS3 también se imita movimientos reales a la hora de golpear con el arma, colocar un C-4, remar, etc.

## Jugabilidad
Call of Duty 3, al igual que el resto de la saga, es un juego de acción en primera persona. El jugador cuenta durante casi toda la aventura con la compañía de soldados aliados, aunque estos tienen libre albedrío y no se les pueden dar órdenes. En esta ocasión se ha vuelto al sistema pionero del primer título, lo que quiere decir que la aventura es continua y no podemos elegir el orden a realizar las misiones, cosa que sí pasaba en el anterior Call of Duty 2. 
Hay una gran variedad de armas disponibles, todas basadas en modelos reales de la Segunda Guerra Mundial. Al comienzo de cada misión el jugador cuenta con armas propias de su ejército, aunque puede cambiarlas durante el desarrollo de la misión por armas alemanas que encuentre en el escenario o le arrebate a los enemigos. También se puede usar armas estáticas, como ametralladoras MG42.
En ciertas partes del juego las divisiones aliadas se unen en defensa o ataque del objetivo principal.

### Menú principal
Tras mostrar la película inicial de presentación, aparecerá el menú principal del juego. Desde ese menú se puede iniciar la partida para un jugador, pasar al menú multijugador y acceder al menú de opciones.
- Opciones: Modifica los controles y ajustes del juego.
- Material extra: Se puede ver los materiales desbloqueados.

#### Partida para un jugador
En Call of Duty 3 se vivirá lo más parecido a un combate de un soldado aliado en la operación militar más intensa de la Segunda Guerra Mundial, como la invasión de Normandía. El combate cuerpo a cuerpo hará una confrontación cara a cara con las fuerzas alemanas. Las múltiples rutas de ataque permitirán decidir flanquear al enemigo o atacarle de frente. En resumen, presenta una variedad de terreno, gráficos, sonido y una historia dramática.
Para empezar una partida, se elige la opción Un jugador en el menú principal.
- Nueva partida: Inicia una nueva partida para Call of Duty 3 desde el inicio de la campaña, o bien puede jugarse cualquier misión ya desbloqueada. Tras elegir la misión, se escoge el nivel de dificultad. Hay cuatro opciones disponibles.
- Continuar: Carga la partida desde el último punto de control que se alcanzó, para poder continuar el avance por las campañas. Solo se muestra tras comenzar una misión.
- Seleccionar capítulo: Elige un capítulo desbloqueado.

#### Partida multijugador
El director tecnológico de la partida multijugador es John Bojorquez; los diseñadores son David Vonderhaar, Jeff Zaring, Dave Harper, Jason Schoonover, Thomas Wells, Daniel Moditch y Michael Stephan; el productor es Daniel Bunting; el programador es Alexander Conserva; los ingenieros son Nick Dryburgh, Ryan Feltrin, Pat Griffith, Timothy Rapp, Peter Kugler, Mario Sánchez, Marc DePeo, Ryan Ligon, Jean-Marc Morel y Allen Pouratian; y el animador es Jim Sedota.

#### Conexión a partidas multijugador
Los jugadores se pueden enfrentar entre sí con gran variedad de clases de personajes, entre los que se incluyen fusileros, infantería, exploradores, etc. Después se podrá escoger entre acción instantánea, Crear partida o Encontrar juego. Acción instantánea te une a una partida rápida, Crear partida permite crear una partida nueva, y Encontrar juego permite buscar una partida.

##### Crear partidas y conectarse a ellas
Encontrar juego puede filtrar partidas concretas en función de una configuración común. Usando PlayStation 3 como servidor, hay que hacer clic en Crear partida, y desde allí se podrá elegir el mapa de la partida que se quiera jugar y otras opciones.
La experiencia puede variar durante el juego en línea debido a intercambios interactivos.

#### Controles específicos de multijugador

##### Vehículos
En ocasiones hay vehículos esparcidos por todo el campo de batalla, que un jugador puede usar. Al encontrar un vehículo, para subirse a él hay que mantener pulsado el botón cuadrado. En un mismo vehículo se pueden montar varios jugadores y ocupar los puestos de conductor, pasajero o artillero. Para alternar entre estos puestos hay que pulsar el botón . Para disparar la ametralladora hay que pulsar el botón R1, pero se puede recalentar.

##### Esprintar
Para recorrer rápidamente mucha distancia en el campo de batalla, es necesario usar la función de esprintar, manteniendo pulsado el botón L3, pero hay vigilar el indicador de resistencia, ya que cuanto más tiempo esté esprintando el jugador, más se cansará. Para recobrar la resistencia perdida habrá que moverse a velocidad normal.

##### Captura de banderas enemigas
En Capture the flag y Single flag hay que hacerse con la bandera del equipo rival. Para poder coger la bandera hay que acercarse a ella y pulsar el botón cuadrado. Para soltarla hay que usar el botón R1. El portador de la bandera puede atacar cuerpo a cuerpo en cualquier momento pulsando el botón R3.

#### Clases de personaje en multijugador
A todas las clases de personaje se les recompensa con puntos por completar objetivos para usarlos en sus habilidades especiales, entre las que se encuentran la disminución de tiempo de recarga de las habilidades, la posibilidad de llevar más munición y granadas, y sobre todo para subir de rango.
En Seleccionar clase se ve cómo se conforma cada una de las clases mediante la precisión, el alcance y la potencia de fuego.
Fusilero
El fusilero es experto en el combate de alcance medio y corto, y prefiere el fusil para abatir enemigos. Su arma secundaria es una pistola.
Asalto pesado
La clase de asalto pesado porta un fusil de asalto, puede poner minas y se mueve rápidamente.
Asalto ligero
La clase de asalto ligero porta un subfusil, y puede poner minas.
Médico
El médico tiene la habilidad de revivir a los camaradas caídos. Si se acerca a un aliado abatido, puede usar su habilidad para reanimarlo y dejarlo listo para volver a combatir. Después de usar la habilidad de revivir se agota, y habrá que esperar a que el indicador se llene antes de volver a utilizarlo. El indicador aparece en el lateral derecho.
Explorador
El explorador prefieren combates a largas distancias. Portan un fusil de francotirador y tienen la habilidad de utilizar prismáticos para solicitar ataques de artillería sobre el enemigo. Después de usar la habilidad de ataque de artillería se agota, y habrá que esperar a que el indicador se llene antes de volver a utilizarlo.
Apoyo
La clase de apoyo porta una ametralladora que se puede montar en el suelo para poder disparar al enemigo desde una posición fija. Tiene la habilidad de dejar caer paquetes de munición para recargar las armas de los aliados. Tras alcanzar los rangos más altos, aumenta la cantidad de paquetes de munición que se puede soltar.
Apoyo antitanque
La clase de apoyo antitanque porta un lanzacohetes antitanque. El lanzacohetes se utiliza para destruir vehículos y acabar eficazmente con los tanques pesados. La clase de apoyo antitanque también tiene la habilidad de dejar caer paquetes de munición para que los aliados recarguen sus armas. La cantidad de paquetes de munición varía en función del rango.

##### Granadas especiales
Cada clase de personaje lleva un tipo especial de granada: las granadas de fragmentación, las granadas de humo y las granadas adhesivas. Estas últimas son más precisas de colocar. Cada una de estas clases tienen habilidades únicas, que pulsando el botón L2 se pueden activar.

## Misiones
- La Batalla Más Sangrienta: Completar el entrenamiento y dirigirse a Saint-Lo para despejarla. Después resiste el contraataque.
- La Isla: Avanzar colina arriba despejando Saint-Germain y todas las fortificaciones del enemigo.
- Salto Nocturno: Encontrar los jeeps, salvar a Marcel y dirigirse al punto de extracción.
- Los Salvadores De Mayenne: Despejar la ciudad y desactivar las bombas del puente.
- Operación Totalize: Despejar la carretera de Falaise y tomar el control del complejo industrial.
- Planta de combustible: Ayudar a LaRoche para que suba al tejado y despejar la planta de combustible, colocar las cargas y salir.
- El Barón Negro: Eliminar todos los tanques con la ayuda del escuadrón polaco, despejar el pueblo y neutralizar al Barón Negro.
- El Bosque: Eliminar los emplazamientos de mortero y todos los búnkeres del enemigo. Por último destruye el bloqueo.
- Río Laison: Avanzar por la montaña y eliminar los antiaéreos de la colina.
- La Encrucijada: Dirigirse a la encrucijada e intentar que los alemanes se rindan.
- Rehén: Salvar a todos los rehenes y reagruparse en el patio.
- El Corredor De La Muerte: Despejar la ciudad para que los refuerzos puedan atravesarla.
- La Maza: Subir a la cima del Monte Ormel y esperar a los refuerzos mientras disparas desde un tanque. Después retroceder al hospital de campaña y resistir evitando que los demás pelotones sean asesinados.
- Cerrando La Bolsa: Eliminar y despejar los últimos refugios de los enemigos en la ciudad de Chambois.

## Personajes

### Controlables
- Johnathan Nichols: Nichols es un soldado estadounidense en la 29th División de Infantería, lucha en el pelotón del sargento McCullin.
- James Doyle: Doyle es un sargento inglés de la SAS británica. Es destinado en Francia a luchar en conjunto con la Francia Libre. También aparece como protagonista de Call of Duty: United Offensive.
- Harry Cole: Cole es un cabo del Ejército Canadiense en la 4th División Acorazada, bajo el mando del teniente Robiechauld. Tras la muerte de Callard es ascendido a sargento.
- Tomasz Bohater: Bohater es un soldado del Armia Krajowa que sirve en un M4 Sherman bajo el mando del mayor Jachowicz.

### No controlables
- Frank McCullin: McCullin es un sargento de la 29th División de Infantería, lleva muchos años luchando en la guerra y piensa que la única manera de escapar es morir. Acaba muriendo mientras desactivaba unas bombas de un puente en Mayenne, una de ellas estalla cerca de él y lo mata.
- Mike Dixon: Un cabo de la 29th División de Infantería, tras la muerte del sargento McCullin es promovido a sargento y líder de su pelotón. Fallece en Chambois cuando es alcanzado en el pecho por un disparo.
- Salvatore Guzzo: Nacido en Boston, Guzzo fue soldado de primera y más tarde sargento en la 29th División de Infantería. No se llevaba muy bien con el sargento McCullin, pero cuando este fallece, Guzzo comienza a cambiar mucho de actitud, tras la muerte del sargento Dixon, Guzzo es promovido a sargento y se convierte en líder del pelotón.
- Leroy Huxley: Un soldado del pelotón de McCullin. Es muy despreocupado y bromista, un detalle muy característico de él es que no lleva casco sino un gorro. Al final del juego y tras la muerte del sargento Dixon es promovido a cabo.
- Duncan Keith: Keith es cabo de la SAS británica, es escocés y odia que lo confundan con un inglés. Al principio no sentía mucho respeto por los franceses y los maquis, pero con el tiempo les empieza a tomar respeto.
- Jonny Doyle: Hermano de James y soldado del SAS, muere abatido por un soldado alemán cuando James coloca explosivos.
- Gerald Ingram: Ingram es un Mayor de la SAS británica. Luchó en Normandía y colabora con los maquis. Además es quien transmite las órdenes al sargento Doyle y al cabo Keith, se pensó que estaba muerto cuando los alemanes derribaron su jeep, pero Doyle, Keith y Marcel lo rescataron. Se le reconoce fácilmente por llevar una boina amarilla similar a la de Keith. También aparece como protagonista de la campaña británica en el Call of Duty: United Offensive.
- Pierre LaRoche: Es miembro de los maquis. La primera vez que se le ve es cuando salva al sargento Doyle de ser asesinado por un alemán. Suele tener muchos problemas con el cabo Keith pues a este no le cae muy bien Pierre.
- Isabelle DuFontaine: Isabelle es miembro de los maquis y una de las pocas mujeres que salen en la saga, ayuda a la SAS en sus misiones. Fallece cuando en una misión, los explosivos que iba a colocar se detonan por accidente muy cerca de ella y muere.
- Marcel LeMonde: Soldado de los maquis, Marcel es muy callado y reservado, colabora con la SAS en las misiones y estaba con Isabelle, por eso lamenta mucho su fallecimiento.
- Jean-Guy Robiechauld: Un teniente del Ejército Canadiense, Robiechauld es muy activo y bromista y no tolera a los novatos, lleva muchos años como soldado y aunque se lo toma a broma, desea regresar a casa.
- Jonathon Callard: Un sargento de la 4th División Acorazada Canadiense, Callard es callado y prefiere callar antes que molestar, aunque siempre está dispuesto a ayudar a los demás. Cuando el pelotón de Callard iba a destruir un almacén de municiones alemán, las cargas estallan antes de la cuenta y matan al sargento Callard, por lo cual se lamenta mucho Robiechauld pero dice que le propondrá para la Cruz de la Victoria.
- Charlier Bloys: Soldado de la 4th división acorazada canadiense, no está vestido con uniforme del ejército, esta con chaleco y pantalón negro y remera blanca y pelo largo, muere junto a Callard en la explosión y cuando Cole despierta ve a su teniente mirando el cadáver de Charlie.
- Leslie Baron: Un soldado de la 4th División Acorazada Canadiense, el teniente Robiechauld no lo respeta pues le considera un inútil y un cobarde, eso hace que Baron tenga muchas ganas de demostrar su valía. Es enviado al Monte Ormel a sustituir la radio polaca, pero debido a su tozudez, un alemán le dispara en la cabeza y muere.
- Kyle Peterson: Es un soldado de la 4th División Acorazada Canadiense le sirve al teniente Robicauld aunque no sirve mucho a Cole ayuda gran parte en la emboscada alemana en la misión El Corredor de La Muerte.
- Stan Jachowicz: Un mayor de la División Acorazada Polaca, estaba retirado del servicio después de La Caída De Polonia. Cuando se enteró de la misión a Francia decidió volver a luchar, es líder de la dotación de su tanque M4 Sherman y es apodado por su pelotón, Papa Jack por la labor de ¨padre¨ que realiza de todo el pelotón.
- Marek Ulan: Un joven soldado de la División Acorazada Polaca, estuvo en la resistencia de Varsovia a muy temprana edad, es el más joven de la dotación y eso le hace ser el niño mimado del grupo, pero es muy valiente y decidido.
- Joakim ¨Lucky¨ Rudinski: Rudinski es cabo en la División Acorazada Polaca en un Sherman bajo el mando del teniente Jachowicz. Según él la buena suerte es muy importante para lograr objetivos. En una misión en el Monte Ormel, el tanque de Rudinski recibe el impacto de un Panzer IV y este muere.
- Lukasz Kowalski: Kowalski es el sargento del Sherman que está bajo el mando del teniente Jachowicz. En una misión en el Monte Ormel, mientras dispara una ametralladora montada, una explosión le alcanza y lo mata.

## Armas
Alemanas: 
- Armas ligeras automáticas: MP-40, MP-44, FG-42 y FG-42 con mira telescópica.
- Ametralladoras: MG42 y MG-42 también con mira telescópica y MG-34 (portátil)
- Fusiles: Kar98k y Kar98k con mira telescópica y bocacha lanzagranadas (de cerrojo), Gewehr 43 (semiautomático).
- Pistolas: Walther P38
- Antitanque: Panzerschreck, cañón Pak 43
- Morteros: Granatwerfer 34
- Antiaéreos: Flak 88 (también antitanque), Flak 38
- Otros: Stielhandgranate 24 (granada de mano)

Aliadas:
- Armas ligeras automáticas: BAR (EE. UU.), Thompson (EE. UU.), Bren (Canadá y Polonia), Sten (Reino Unido).
- Ametralladoras: Browning M1919 (EE. UU.), Browning M2 (EE. UU.) y  Vickers K (Reino Unido)
- Fusiles: Springfield con mira telescópica (de cerrojo, Estados Unidos), M1 Garand (semiautomático, Estados Unidos también con bocacha lanzagranadas), Lee-Enfield y Lee-Enfield con mira telescópica (ambos de cerrojo, Canadá y Reino Unido).
- Pistolas: Colt M1911(USA)
- Antitanque: Bazooka (USA)
- Escopeta: Winchester M1897 (EE. UU.)
- Otros: Mina antipersona (EE. UU.), MKII (granada de fragmentación EE. UU.)

## Vehículos
Alemanes:
- Volkswagen Kübelwagen: Coche multifunción de 2 pasajeros.
- Horch 1A/KFZ 18: camión ligero, con capacidad para 4 o 6 pasajeros.
- Opel Blitz: camión de transporte de 3 toneladas usado para transportar tropas y suministros.
- Sd.Kfz. 251: semioruga, vehículo blindado de 12 pasajeros con una MG-42 en el techo.
- SdKfz 221 Leichter Panzerspähwagen: automóvil blindado de reconocimiento usado por el ejército alemán desde 1935 a 1945.
- Panzer IV: tanque medio.
- Panther: tanque medio.
- Tiger I: tanque pesado (se necesitaban 5 Sherman para destruirlo).
- Tiger II: tanque pesado (de 70 toneladas).

Aliados:
- Jeep Willys MA: vehículo de reconocimiento construido por Ford.
- M5 Stuart Rhino: tanque ligero empleado como apoyo a la infantería.
- Kangaroo: Transporte de tropas blindado basado en el M7 Priest.
- Sherman M4A3: tanque medio.
- Sherman VC 1: un Sherman equipado con el cañón antitanque inglés de 76,2 mm, que le ofrecía capacidad de enfrentarse a los Tiger alemanes.
- Handley Page Halifax: bombardero pesado usado por la RAF con varias funciones.
- Hawker Typhoon: caza de ataque terrestre.
- P47D Thunderlbolt: caza grande y rápido que resistía muchos daños y podía seguir volando

## Recepción
Call of Duty 3 obtuvo críticas generalmente favorables, con el lanzamiento de Xbox obteniendo una puntuación de 83 de 100 en Metacritic, mientras que las de Xbox 360 y PlayStation 2 tienen 82 de 100, y la de PlayStation 3 un 80 de 100. El lanzamiento de Wii fue mucho menos favorable, con un puntaje de 69 sobre 100. IGN le dio un puntaje de 8.8, mientras que GameSpot dio un 8.2. El juego ganó varios premios de publicaciones para el mejor juego de disparos y el diseño de sonido. Institutos como la Academia de Artes y Ciencias Interactivas otorgaron al juego el Logro Sobresaliente en Diseño de Sonido en el año 2007.

### Ventas
Tras su lanzamiento, Call of Duty 3 fue uno de los títulos más vendidos de noviembre del año 2006 en los Estados Unidos. El juego debutó en el n.°3 en las listas del Reino Unido y dejó la lista de los 10 primeros en febrero de 2007. Para finales de 2006, el juego había vendido aproximadamente 1,1 millones de unidades en los EE. UU. De acuerdo con NPD Group. Para el 3 de febrero de 2007, las ventas totales en los Estados Unidos fueron de más de 2 millones de unidades. Las versiones de Xbox 360 y PlayStation 2 de Call of Duty 3 recibieron cada una un premio de ventas "Platino" de la Asociación de Editores de Software de Entretenimiento y Ocio (ELSPA), lo que indica ventas de al menos 300,000 copias por versión en el Reino Unido. En noviembre de 2013, el juego había vendido más de 7,2 millones de copias en todo el mundo.